# فلسطينيو البرازيل
(بالبرتغالية:Palestino Brasileiro) هم سكان من أصل فلسطيني يعيشون في البرازيل. يقدر عدد الفلسطينيين الرازيليين بحوالي 50,000 ، ويتواجد معظمهم في المنطقة الجنوبية من البلاد.

## لاجئون فلسطينيون في البرازيل
نقطة الانطلاق لعملية الهجرة الفلسطينية هي عام 1948 ، مع ما يسمى بالنكبة، الهجرة الجماعية التي حدثت بعد إعلان استقلال دولة إسرائيل والحرب العربية الإسرائيلية التي بدأت بعد ذلك. بالإضافة إلى الموجة الأولى للهجرة بعد عام 1948، حدثت حركات هجرة أخرى بعد النزاعات بين فلسطين وإسرائيل في النصف الثاني من القرن العشرين، خاصة بعد حرب الأيام الستة عام 1967، ومذبحة صبرا وشاتيلا عام 1982 ، والانتفاضة الأولى عام 1987.
يصعب تحديد الأرقام الدقيقة المتعلقة بالهجرة الفلسطينية (خاصة في ما يسمى بالموجة الأولى) ، حيث دخل العديد من المهاجرين إلى البرازيل ودول أمريكا اللاتينية الأخرى بطرق مختلفة: بينما دخل البعض بوضع اللاجئين الفلسطينيين، وهاجر البعض الآخر. باستخدام وثائق من إسرائيل والأردن. اختيار استخدام الوثائق الإسرائيلية أو الأردنية منح المهاجرين استقلالية معينة في السفر والمواطنة، لأن وضع اللاجئ الفلسطيني لن يضمن لهم مزايا الانتماء إلى دولة وطنية، بالإضافة إلى الظروف غير المستقرة لمخيمات اللاجئين.
وصل الدفعة الأولى المكونة من 35 لاجئاً فلسطينياً في 21 سبتمبر / أيلول 2007 إلى البرازيل لبدء المرحلة الأولى من عملية إعادة التوطين. في أكتوبر ، كان من المتوقع وصول طرفين آخرين إلى البرازيل ، ليصبح المجموع 117 شخصًا.[بحاجة لمصدر]

استقر البعض في ولاية ساو باولو ، الأكثر اكتظاظًا بالسكان والأكثر ثراءً في البلاد.

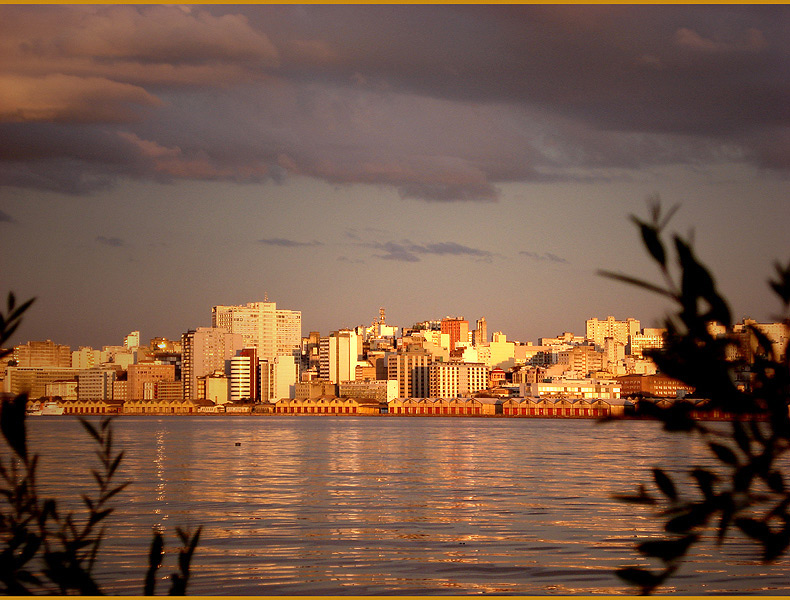
مدينة بورتو أليغري في ولاية ريو غراندي دو سول ، تلقت العديد من اللاجئين الفلسطينيين